# Ylva Johansson
Ylva Julia Margareta Johansson, švedska političarka, * 13. februar 1964, Huddinge, Švedska.
Je švedska političarka, med letoma 2019 in 2024 je bila evropska komisarka za notranje zadeve. Pred tem je bila v švedski vladi ministrica za šolstvo, in sicer med letoma 1994 in 1998, ministrica za socialno delo in zdravstveno varstvo starejših od leta 2004 do 2006 in ministrica za zaposlovanje od leta 2014 do 2019. Od leta 2006 je članica švedskega Riksdaga.

## Mladost
Johanssonova je študirala na univerzi Lund in na Stockholmskem inštitutu za izobraževanje 1983–88 in 1991–92. Po diplomi je delala kot učiteljica matematike, fizike in kemije.

## Politična kariera

### Zgodnji začetki
Na splošnih volitvah leta 1988 je bila izvoljena za poslanko Riksdaga za stranko Levica - komunisti (VPK). Kasneje je zapustila stranko in se pridružila Socialnim demokratom.
Od leta 1992 do 1994 je Johanssonova delala kot učiteljica, dokler je premier Ingvar Carlsson ni postavil za šolsko ministrico v svoji vladi. Leta 1998 sta s takratnim ministrom za finance Erikom Åsbrinkom obelodanila, da sta se zaljubila in ob tem izrazila namero, da se ločita od svojih partnerjev. Kmalu zatem je Johanssonova zapustila vlado in nadalje delovala v zasebnem sektorju.
Leta 2004 je premier Göran Persson Johanssonovo v svoji vladi imenoval na mesto ministrice za zdravje in oskrbo starejših.

### Ministrica za zaposlovanje
Johanssonova je bila od leta 2014 ministrica za zaposlovanje v vladi predsednika vlade Stefana Löfvena. V času svojega delovanja je delala na poostritvi zakonodaje o priseljevanju delavcev.
Na kongresu stranke socialdemokratov leta 2013 je bil določen cilj, da bi imela Švedska najnižjo stopnjo brezposelnosti v EU. Medtem, ko so bili na oblasti Socialni demokrati in Stranka zelenih, se je brezposelnost v drugih državah EU zmanjšala bolj kot na Švedskem, do leta 2019 pa je mesto Švedske na lestvici brezposelnosti padlo na 18 s stopnjo brezposelnosti 6,2%. Prvo mesto je zasedla Češka pri 1,7%.

### Evropska komisarka
Po evropskih volitvah 2019 je Löfven Johanssonovo predlagal za švedsko kandidatko za evropsko komisarko.
Na parlamentarnem zaslišanju oktobra 2019 v Evropskem parlamentu je Johanssonova prejela tudi vprašanje, ali se bo švedska politika o kriminalu med tolpami in migracijah izvažala na raven EU. Johanssonova je odgovorila, da je "ponosna, da je Švedska sprejela toliko beguncev".
V začetku marca 2020 je predsednica komisije Ursula von der Leyen Johanssonovo imenovala v posebno delovno skupino za usklajevanje odziva Evropske unije na pandemijo COVID-19.

## Politična stališča
Johanssonova je bila opisana kot "levo krilo socialdemokratov".
V razpravi EU o novem migracijskem paktu septembra 2020 je dejala, da "imamo veliko migracij v Evropsko unijo in to potrebujemo" zaradi staranja Evrope, obenem pa je opozorila, da "tisti, ki niso upravičeni do bivanja," v Uniji ne morejo ostati; vsi, ki imajo pravico zaprositi za azil, nimajo pravice ostati v Evropski uniji."

## Zasebno
Johanssonova ima z nekdanjim možem Bo Hammarjem dva otroka, z Erikom Åsbrinkom pa sina. Je častna članica švedskega nogometnega kluba Hammarby IF.